# Carlos Zimmermann
Carlos Zimmermann (Alemanha, 1871 - 1950) foi um jesuíta e biólogo alemão.
Entrou para a Companhia de Jesus na cidade de Lyon. Sabe-se que saiu da Companhia de Jesus em 1921, enquanto estava exilado no Brasil. Foi Professor do Colégio de São Fiel a partir de 1895, onde ensinou Física, Química, Música, Latim, História, Geografia e Alemão. Foi um dos co-fundadores da revista de ciências naturais Brotéria, juntamente com Cândido Azevedo Mendes S.J. e Joaquim da Silva Tavares S.J..
Em 1907 foi destacado para o Colégio do Porto onde foi designado responsável pelo museu de Ciências Naturais que na altura se constituía. No ano lectivo de 1909-1910 esteve no Colégio de São Fiel, onde prosseguia a sua investigação em diatomáceas. Foi um dos co-fundadores da Sociedade Portuguesa de Ciências Naturais juntamente com os seus colegas jesuítas Joaquim da Silva Tavares S.J., Cândido Azevedo Mendes S.J., Camilo Torrend S.J., Afonso Luisier S.J., António Oliveira Pinto S.J. e Manuel Rebimbas S.J.